# 全唐文補編
《全唐文補編》一百六十卷并附錄四種、《全唐文再補》八卷、《全唐文又再補》十卷，陳尚君編，補清仁宗欽定《全唐文》，陸心源《唐文拾遺》、《唐文續拾》未及收錄的唐、五代文。

## 概要
1986年《全唐詩補編》出版後，陳尚君便開始著手《全唐文補編》之編輯，並獲得中華書局編輯部支持。就現存唐人著述進行調查，考證《全唐文》、《唐文拾遺》、《唐文續拾》錄文缺失之處，撰為札記。並擬定以唐宋典籍、佛道藏、敦煌遺文、石刻碑帖等為主要輯錄依據。
陳氏認為，清人採錄唐宋典籍，搜羅雖廣，但仍多所遺漏，並據近代新出善本與日本所藏寫本補其不足。金石遺文則以明清金石學著作、地方金石志、方志所錄為主，當代新出墓誌銘因有周紹良編《唐代墓誌彙編》，所以一概不錄，避免重複；惟《全唐文》、《唐文拾遺》雖已收錄，但現代有良拓、新拓，錄文較齊全者，則仍重加收錄。佛藏以《大正藏》、《續藏經》為主，並參用二藏以外的釋書，但《高麗藏》、《宋藏遺珍》、《中華大藏經》雖然也有部分唐代遺文，以工作量繁重而未及採錄。
錄文斷限，由隋入唐者，不論其文作於何時，一概全收。五代十國人入宋者，原則只收入宋以前文，但如有《全宋文》失收之文，仍加採錄。書儀、變文、契約文書現代為專門之學，別有專著，所以不另收錄。
1991年本書初稿完成後，覆校期間，1993年周紹良《唐代墓誌彙編》出版，同年秋依中華書局編輯部意見，將已見於該書之方志所錄墓誌銘刪除，並增加若干新見遺文。重校修正期間，因新見唐代文獻刊行及學者考古報告，所得遺文，另編為《全唐文再補》八卷，共得文209篇、作者87人。1998年進入三校後，因出版技術變遷，由鉛字排印改為電腦排版，必須重新排版，至2004年底方問世，重排校對期間所新得遺文約460篇，則編為《全唐文又再補》十卷，與《全唐文再補》同附於本書之末。

## 評價
《全唐文補編》出版後，陳尚君本人指出，《全唐文》的錄文規範，不一定能滿足現代學者需求。如《全唐文》依歷代總集傳統，不錄碑刻撰、書者結銜；部分豐碑碑陰如大足的韋君靖碑、正定的李寶臣紀功碑、西安的郭氏家廟碑，碑陰所刻雖非文章，但極富資料參考價值，《全唐文補編》雖盡可能採錄，但限於體例和篇幅而不可能兼取。因為此例一開，就要盡錄造像記和陀羅尼經幢中大量篇幅極其繁複的題名文字，這就遠超過增補唐文的工作範圍。
孟彥弘認為，《全唐文補編》所錄詔、敕，有不少往往已見於《全唐文》、《唐文拾遺》、《唐文續拾》；有的是《補編》所錄為節文，而《全唐文》已有全文，也有編者據他書採錄，而《全唐文》、《唐文拾遺》所錄者文義較備。雖然本書編修的時代還沒有電子書、搜索引擎技術，但如果能活用當時已有的索引，還是可以大大減少重複，擬題考證也能更精確。
此外，《全唐文補編》力求零篇殘句，概所不遺，以資考證。但公文中往往有層層援引前人論奏之處，是否有必要一一剔出，以增篇數，也有商榷的餘地。

## 書誌情報
- 《全唐文補編》上、中、下冊（中華書局，2005年） ISBN 7-101-01474-7

## 腳注
1. ↑  《全唐文補編》凡例
2. ↑  《全唐文補編》前言附記、又附記
3. ↑   陳尚君「試論《全唐詩》《全唐文》校補的成就與缺失」
4. ↑  . 澎湃新闻-The Paper.   [2022-02-04]. （原始内容存档于2022-02-04）.
5. ↑  孟彥弘「《全唐文補編》雜議 －兼議斷代詩文的分別總集」 283-284頁
6. ↑  孟彥弘「《全唐文補編》雜議 －兼議斷代詩文的分別總集」 289頁
7. ↑  孟彥弘「《全唐文補編》雜議 －兼議斷代詩文的分別總集」 282頁